# NGC 6477
NGC 6477 (другое обозначение — PGC 2702901) — линзообразная галактика (S0) в созвездии Дракон.
Этот объект входит в число перечисленных в оригинальной редакции «Нового общего каталога».